# Morgan Deare
Morgan Deare est un acteur américain né le 19 novembre 1945 à La Nouvelle-Ibérie en Louisiane.

## Filmographie

### Cinéma
- 1980 : The Tumour Principle
- 1984 : La Dernière Victime : M. Peacock
- 1985 : Santa Claus : l'avocat de BZ
- 1986 : Cuban Breeze : le présentateur télé
- 1987 : Chuck Norris: The Man, His Music
- 1988 : Qui veut la peau de Roger Rabbit : l'éditeur et le Gorille
- 1996 : Mission impossible : Donald Hunt
- 2001 : Stanley Kubrick Goes Shopping : Stanley Kubrick
- 2001 : Storm : M. Smith
- 2006 : Vol 93 : le superviseur Cleveland
- 2007 : Zorro: Return to the Future : le maire Martinez
- 2008 : When All Is Said and Done : le père
- 2009 : Runner : une commerçante
- 2010 : Zorro and Scarlet Whip Revealed! : le maire Martinez
- 2011 : Un vrai Américain : Joe McCarthy : Drew Pearson
- 2011 : Tektites : le président
- 2012 : Week-end royal : le plombier
- 2013 : The Callback Queen : Horatio King
- 2016 : Wild Oats : Greg
- 2016 : The Lock-In : le pervers américain
- 2018 : The Button Maker
- 2019 : Queen Marie of Romania : Nelson Cromwell
- 2021 : Two and a Half Minutes : William Lavender

### Télévision
- 1983 : Down in the Valley : Valley Person
- 1987 : Doctor Who : Hawk (3 épisodes)
- 1990 : The Bill : le touriste américain (1 épisode)
- 1992 : Jeeves and Wooster : un chauffeur de taxi (1 épisode)
- 1995 : Coronation Street : Brad Martin (1 épisode)
- 1995 : Inspecteur Wexford : Ronald Harvey (1 épisode)
- 2006 : The Wild West : D.A. Rynerson (1 épisode)
- 2008 : Zorro: Generation Z : le maire Martinez (1 épisode)
- 2013 : Nixon's the One : Frank Shakespeare (1 épisode)
- 2016 : Harley and the Davidsons : le juge Stuffy (1 épisode)
- 2018 : Doctor Who : Arthur (1 épisode)
- The Man Who Fell to Earth : un gentleman (1 épisode)

### Jeu vidéo
- 2008 : Mirror's Edge : Travis RB
- 2016 : Homefront: The Revolution
- 2019 : Devil's Hunt : Richard Pearce